# Erich Plenge
Erich Plenge (* 15. September 1910 in Sulingen; † 8. Januar 1999 ebenda) war ein deutscher Autor und Zeitungsverleger.

## Leben
Plenge war ein Sohn des Zeitungsverlegers Dietrich Plenge und seiner Frau Sophie, geb. Albers. Nach dem Besuch der Oberschule in Hannover, an der er 1930 das Abitur ablegte, studierte er Volkswirtschaftslehre an den Universitäten Heidelberg und Bonn. 1933 schloss er mit dem Examen als Diplom-Volkswirt ab. Schon während seines Studiums war Plenge journalistisch tätig. Als dem Vater wegen "politischer Unzuverlässigkeit" der Ausschluss aus der Reichspressekammer drohte, übernahm er 1937 die Leitung des väterlichen Zeitungsverlags. Mit der Zusammenlegung der beiden Sulinger Lokalblätter und der Schaffung einer gemeinsamen Kreiszeitung durch Vereinigung der Sulinger und Diepholzer Zeitung sorgte er für eine Konzentration des Pressewesens in der Region.
Als Offizier der Panzerjäger nahm Plenge am Zweiten Weltkrieg teil. Im April 1944 geriet er in amerikanische Kriegsgefangenschaft, aus der er im Oktober 1946 zurückkehrte. 1949 nahm er den Wiederaufbau der Kreiszeitung Verlagsgesellschaft in die Hand, die Ende der 1950er Jahre um das Helmstedter Kreisblatt erweitert wurde. Auch über seinen Ruhestand hinaus blieb Plenge bis 1993 Herausgeber und Hauptschriftleiter des Alt-Hannoverschen Volkskalenders, der ebenfalls im eigenen Verlagshaus erschien. Von seinem Wirken zeugen zahlreiche Veröffentlichungen über seine Heimatstadt Sulingen und den Sulinger Raum.
Plenge war von 1964 bis 1982 Bezirksvorsitzender im Verband Nordwestdeutscher Zeitungsverleger. Er war Stadtrat der Stadt Sulingen und ehrenamtlicher Richter am Niedersächsischen Finanzgericht in Hannover.

## Werke
- Festbuch mit heimatlichen Beiträgen zur 100-Jahr-Feier des Männergesangvereins 'Liedertafel' von 1863 Sulingen, Mitherausgeber: Hans Zuehlsdorff (Sulingen 1963)
- Festbuch mit heimatlichen Beiträgen zum 75jährigen Bestehen der Freiwilligen Feuerwehr (Sulingen 1965)
- Heimatbuch für den Kreis Grimmen (Sulingen 1968)
- Der Landkreis Grafschaft Diepholz. Geschichte, Landschaft, Wirtschaft (Oldenburg (Oldb.) 1968)
- Chronik der Schützengesellschaft von achtzehnhundertsechsundneunzig e. V. Sulingen (Sulingen 1971)
- Chronik des Schützenvereins von achtzehnhundertachtundvierzig Sulingen e. V. 1848-1973 (Sulingen 1973)
- Festschrift für die Einheitsgemeinde Sulingen 1974 (Sulingen 1974)
- Festschrift mit heimatkundlichen Beiträgen zur Feier des 75jährigen Bestehens der Freiwilligen Feuerwehr Siedenburg am 21. und 22. Juni 1975 (Sulingen 1975)
- Festschrift zur Feier des 100jährigen Bestehens des Schützenvereins Affinghausen von 1877 e.V. (Sulingen 1977)
- Chronik von Stadt und Land Sulingen (4 Bände, Sulingen 1979–1985)
- Festschrift zum 50jährigen Bestehen der Eisenbahnlinie Sulingen – Rahden (Sulingen 29. September 1950)